# Spokane County
Spokane County je okres ve státě Washington ve Spojených státech amerických. K roku 2010 zde žilo 471 221 obyvatel. Správním městem okresu je Spokane. Celková rozloha okresu činí 4 613 km².
Okres vznikl v roce 1858, v roce 1864 byl sloučen do Stevens County a v roce 1879 se od něj odtrhl.